# Hrutovici
Hrutovici byli staromoravský šlechtický rod, který měl erb poloutrojčáří. Od tohoto rodu pocházejí páni z Bítova, z Boleradic, z Branišovic, z Bukoviny, z Holštejna, z Huzové, z Kněžic, z Loučky, ze Sovince a z Újezda. 
Rod je nazýván podle nejstaršího společného předka Hruta, který žil na konci 12. století. Roku 1202 je uváděn Dětřich Hrutovic, syn Hrutův a roku 1210 Zdislav, syn Hrutův. Jelikož rod byl velmi rozvětvený, nepodařilo se ani renomovaným genealogům  sestavit podrobnější rodokmen. Členové tohoto rodu zastávali významné funkce na Znojemsku, Bítovsku a Brněnsku. Nejvíce proslul Dětřich, který byl v letech 1225–1232 prokurátorem znojemské provincie.
Členové rodu později získali mnohé statky na Moravě a založili si tam svoje šlechtická panství.